# Archipel de la Nouvelle-Géorgie
L'archipel de la Nouvelle-Géorgie constitue l'essentiel de la province occidentale des Salomon.

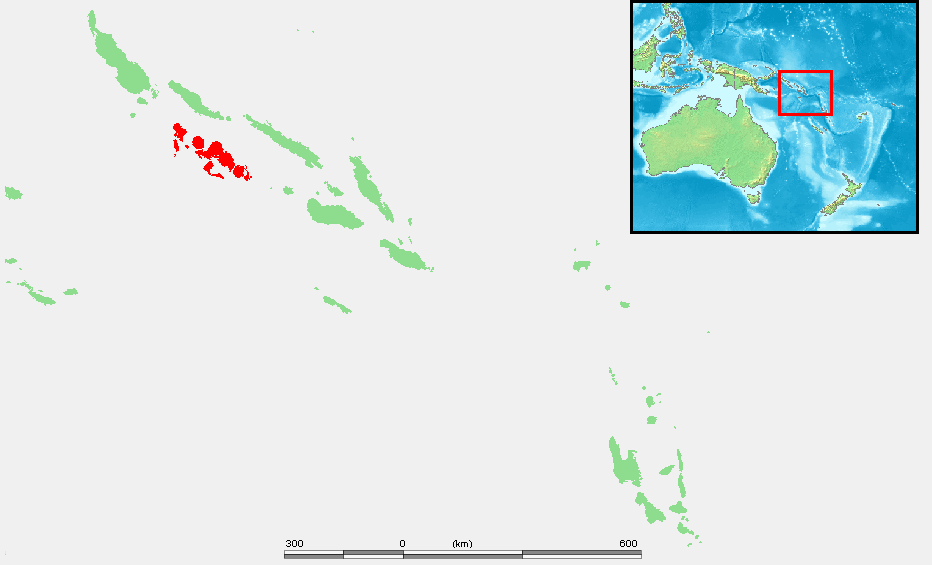
Situation

## Liste des îles principales
- Vella Lavella,
- Mbava,
- Ranongga,
- Gizo,
- Kolombangara,
- Arundel
- Parara,
- Nouvelle-Géorgie,
- Rendova,
- Tetepare,
- Vangunu,
- Nggatokae,